# Ordoviciano inferiore
Nella scala dei tempi geologici, l'Ordoviciano inferiore rappresenta la prima delle tre epoche o serie stratigrafiche in cui è suddiviso l'Ordoviciano, che a sua volta è il secondo dei sei periodi in cui è suddivisa l'era del Paleozoico.
L'Ordoviciano inferiore è compreso tra 485,4 ± 1,7 e 470,0 ± 1,6 milioni di anni fa (Ma), preceduto dal Furongiano, l'ultima epoca del precedente periodo Cambriano, e seguito dall'Ordoviciano medio.

## Suddivisioni
La Commissione Internazionale di Stratigrafia riconosce per l'Ordoviciano inferiore la suddivisione in due piani:
- Floiano, (477,7 ± 1,4 - 470,0 ± 1,1 Ma)
- Tremadociano, (485,4 ± 1,7 - 477,7 ± 1,7 Ma)

## Definizioni stratigrafiche e GSSP
La base dell'Ordoviciano inferiore, nonché dell'intero periodo Ordoviciano, coincide con quella del suo primo piano, il Tremadociano, ed è data dalla prima comparsa negli orizzonti stratigrafici dei conodonti della specie Iapetognathus fluctivagus. Questo limite inferiore è posizionato appena sopra la prima comparsa della zona conodontica del Cordylodus lindstromi e appena al di sotto della comparsa dei primi graptoliti planctonici.
Il limite superiore è definito dalla prima comparsa negli orizzonti stratigrafici dei conodonti della specie Baltoniodus triangularis. 

### GSSP
Il GSSP, il profilo stratigrafico di riferimento della Commissione Internazionale di Stratigrafia, è stato identificato nella sezione Green Point, situata nel Parco nazionale Gros Morne, circa 70 km dall'aeroporto di Deer Lake e circa 10 km a nord di Rocky Harbour, nella parte occidentale dell'isola di Terranova, nel Canada.

## Contenuto Fossilifero e Fauna
In questo periodo ha luogo una grande diversificazione delle faune marine, dopo le estinzioni della fine del Cambriano. Ai trilobiti, che rimangono abbondanti (con la comparsa del nuovo gruppo dei Phacopida) si affiancano numerosi nuovi organismi, tra i quali coralli Tabulati, Brachiopodi, Briozoi, Graptoliti e Conodonti, oltre a diversi nuovi tipi di molluschi ed echinodermi. Uno sviluppo notevole hanno anche i Nautiloidi, comparsi già nel Cambriano superiore.